# Philémon De Meersman
Philémon De Meersman (* 15. November 1914 in Sint-Agatha-Berchem; † 2. April 2005 in Asse (Belgien)) war ein belgischer Radrennfahrer.

## Sportliche Laufbahn
De Meersman war im Straßenradsport aktiv. 1935 siegte er im Kattekoers. Von 1936 bis 1939 startete er zunächst als Unabhängiger und dann als Berufsfahrer. 1935 war er in den Eintagesrennen Gent–Ypern und Lille–Brüssel–Lille erfolgreich. 1936 siegte er in der ersten Austragung des Rennens La Flèche Wallonne vor Alphonse Verniers. Auch bei Paris–Angers konnte er in jener Saison gewinnen. 1939 holte er einen Etappensieg in der Tour du Nord.